# Kill Speed
Kill Speed (também chamado de Fast Glass) é um filme estadunidense de ação e suspense com temática sobre aviação, foi lançado em 2010 e dirigido por Kim Bass. É estrelado por Andrew Keegan, Brandon Quinn, Nick Carter, Natalia Cigliuti e Greg Grunberg.

## Enredo
Os melhores amigos, Strayger (Andrew Keegan), Rainman (Brandon Quinn) e Forman (Nick Carter) que se autodenominam "Fly Guyz", idealizam um esquema para financiar seu estilo de vida de estrela do rock em Hollywood. Usando aeronaves de alta velocidade para entregar cristal de metanfetamina mexicana ilegal para o barão das drogas Escondido (Christian Monzon), em toda a zona rural da Califórnia é a maneira como eles ganham dinheiro. Eles se juntaram ao técnico de informática Einstein (Graham Norris).
Rosanna (Natalia Cigliuti) se junta ao grupo, mas ela não é quem  finge ser. Quando o agente da Agência de Inteligência de Defesa (DIA), Jonas Moore (Greg Grunberg), oferece um acordo para resgatar um agente da DIA capturado pelo cartel mexicano, em troca de sua liberdade, os amigos têm que voar novamente.

## Elenco
- Andrew Keegan como Strayger
- Brandon Quinn como Rainman
- Natalia Cigliuti como Rosanna
- Nick Carter como Forman
- Reno Wilson como Kyle Jackson
- Greg Grunberg como Jonas Moore
- Christian Monzon como Escondido
- Graham Norris como Einstein
- Tom Arnold como Rhaynes
- Bill Goldberg como Big Bad John
- Robert Patrick como Presidente
- Joshua Alba como Vasquez

## Produção
Sob o título provisório de Fast Glass, a fotografia principal do filme foi filmada em 2008 nas áreas desérticas da cidade de California City. Sequências adicionais foram filmadas em Los Angeles. Kill Speed usou uma combinação de filmagens em ritmo acelerado que envolve aeronaves a jato e pistão, dando ao filme uma vibração de títulos como Top Gun (1986) e Fast and the Furious (2001-2015). Originalmente programado para lançamento em 2008, Kill Speed teve seu lançamento adiado devido a dificuldades contratuais até o ano de 2010. Além disso, também foi originalmente programado como um filme direto para vídeo e teve um lançamento em 2010 no exterior, precedendo seu lançamento nos Estados Unidos.
Kill Speed incorpora filmagens em pleno ar de aeronaves reais com todos os seus atores realmente na aeronave e, de acordo com os produtores, pela primeira vez em filmes em que os atores estavam no controle durante os diálogos.